# Kazimierz Kyrcz jr.
Kazimierz Kyrcz Jr (ur. 1970 w Człopie) – polski policjant i pisarz kryminałów, fantastyki oraz horroru, poeta i recenzent.

## Życiorys
Kazimierz Kyrcz Jr. urodził się w 1970 w Człopie. W młodości zafascynował się rosyjskimi powieściami science fiction. W celu pogłębiania wiedzy na ich temat oraz bogatszej lektury Kyrcz podjął naukę języka rosyjskiego. Następnie ukończył filologię rosyjską na Uniwersytecie Jagiellońskim. W tym czasie przetłumaczył też kilka rosyjskich opowiadań.
Z zawodu jest oficerem krakowskiej policji.
W 2005 wraz z Dawidem Kainem został laureatem konkursu literackiego organizowanego przez Dom Wydawniczy „Rebis”.

## Twórczość
Groza w wydaniu Kyrcza nawiązuje do realizmu życia na przedmieściach wielkiego miasta oraz fascynacją ukrytych mechanizmów ludzkiej psychiki. Autor dość często odwołuje się do absurdu w wydaniu kafkowskim, pociągniętym jednak do pewnego, makabrycznego nieraz, ekstremum. Autor zachowuje przy tym wyraziście zarysowane poczucie dystansu. Taka postawa Kyrcza służy krytycznej analizie współczesnej kultury.
Opowiadania Kazimierza Kyrcza inspiracje czerpią głównie z twórczości takich pisarzy jak: Kathe Koja, Lucius Shepard czy Jonathan Lethem – przedstawicieli nowoczesnej odmiany powieści grozy. Sporo elementów wywodzi się z lektury powieści psychologicznej. Motta czerpnie z fragmentów utworów Johanna Wolfganga Goethego czy Marcina Świetlickiego, parafraza tytułu Sezonu w piekle Arthura Rimbauda oraz pewna ciągłość tradycji „weird-fiction” zapoczątkowanej przez Stefana Grabińskiego.
Publikuje zarówno w czasopismach fantastycznych: „Magazyn Fantastyczny”, „TDH”, „Ubik”, „Fantazyn”, „Czachopismo”, jak i w Internecie (m.in. Carpe noctem, Esensja, Horror Online, Pro Arte, Nowa Gildia). Osobnym nurtem twórczości Kyrcza są fraszki, a także humoreski publikowane w Twoim Dobrym Humorze.

### Opowiadania pisane w duecie

#### Kazimierz Kyrcz, Jr & Dawid Kain (2004–2006, 2011, 2014)
Debiutem książkowym Kazimierza Kyrcza był napisany wraz z Dawidem Kainem zbiór opowiadań Piknik w piekle (2004), który spotkał się z wieloma przychylnymi recenzjami, min. Łukasza Orbitowskiego. Tytuł książki stanowi parafrazę Sezonu w piekle Arthura Rimbauda, a także nawiązanie do wcześniej nagranej piosenki zespołu Lusthaus (Piknik w piekle), którego Kyrcz był współzałożycielem.
Opowiadania obu autorów epatują okrucieństwem, erotyką i wulgaryzmami, odzwierciedlając skrajne stany emocjonalne bohaterów będących w konflikcie z absurdem otaczającego ich świata. Okraszone czarnym humorem nowele przedstawiają najczęściej groteskowe, sprzeczne z prawdopodobieństwem i logiką, sytuacje. Jednocześnie trzymają dystans wobec elementów grozy, prowadząc dialog ze zjawiskiem literackim, jakim jest współczesna odmiana horroru. Twórczość Kyrcza wyróżnia się przy tym stosunkowo krótką, lecz przez to zwartą formą oraz oszczędnością języka, przy jednoczesnym nagromadzeniu poetyckich środków ekspresji. Jego opowiadania zdradzają pewną skrajność: surowy styl przeplata się z wysublimowaną, liryczną narracją. Utwory Kyrcza, których nadrzędnym wątkiem jest historia miłosna (Enen, Teraz i na zawsze) ukazują surrealistyczne oblicze miłości. Charakterystyczną cechą tej twórczości jest również osadzenie zjawisk niesamowitości i grozy w szarej codzienności polskiego miasta. Można doszukiwać się w tym pewnej ciągłości z tradycją polskiej literatury grozy zapoczątkowaną przez Setafana Grabińskiego.
W roku 2006 na rynek wyszedł nowy zbiór opowiadań Kazimierza Kyrcza & Dawida Kaina – Horrorarium. Tytuł pochodzi od jednego z opowiadań Pikniku w piekle, wskazując na ciągłość z poprzednim zbiorem.
W roku 2011 ukazał się trzeci zbiór opowiadań wspomnianego duetu – „Chory, chorszy, trup”, różniący się od dwóch poprzednich tym, że wszystkie zawarte w nim teksty zostały napisane wspólnie.
W roku 2014 do sprzedaży trafiła ich wspólna powieść – „Wojna świrów”, będąca pierwszym w Polsce bizarro slasherem.

#### Kazimierz Kyrcz, Jr & Łukasz Śmigiel (2006–2007)
W latach 2006–2007 Kazimierz Kyrcz nawiązał literacką współpracę z wrocławskim pisarzem opowiadań grozy, Łukaszem Śmiglem, z którym napisał trzy opowiadania. Debiutem nowego duetu była nowela Głowa do kochania (tytuł jest parafrazą głośnego filmu surrealistycznego Davida Lyncha Głowa do wycierania), na podstawie której powstaje aktualnie krótkometrażowy film w reżyserii Vana Kassabiana. Utwór pierwotnie wydrukowany został w magazynie „Alfred Hitchcock poleca” (7/2006), a następnie na łamach „Przekroju”. Kolejne opowiadania Kyrcza & Śmigla to „Pasażer na gapę” oraz „Bagaż doświadczeń”. To ostatnie, skomponowane na zasadzie zestawienia życiowych doświadczeń czterech mieszkańców pewnej kamienicy, przedstawia dość oryginalny motyw surrealistycznego handlu ludzkim strachem.

#### Kazimierz Kyrcz, Jr & Łukasz Radecki (2007–2011)
Od kilku lat Kyrcz pisze również w duecie z młodym pisarzem mieszkającym w Malborku, Łukaszem Radeckim. Dotychczas duet wydał pięć opowiadań:
- Hipopotam w „Magazynie Fantastycznym”, nr 10 (1/2007)
- Remedium w „Magazynie Fantastycznym”, nr 12 (1/2008)
- Pan w antologii Księga strachu, tom I (wyd. Runa 2007)
- Zmysły w antologii Pokój do Wynajęcia (wyd. Red Horse 2008)
- Muza z przypadku w antologii Białe szepty (wyd. Replika 2008)

oraz zbiór opowiadań Lek na lęk (wyd. Fu Kang 2011)

#### Kazimierz Kyrcz, Jr & Robert Cichowlas (2012)
- Pragnienie w antologii 13 ran (wyd. Replika 2012)

#### Kazimierz Kyrcz, Jr & Adrian Miśtak (2014–2016)
- Tkwi w szczegółach w antologii Demononicon (wyd. Horror Masakra 2014)
- Nie tylko kochankowie przeżyją w antologii City 3 (wyd. Forma 2016)

#### Kazimierz Kyrcz, Jr & Michał J. Walczak (2016–2021)
Ściśle współpracujący ze sobą autorzy są m.in. twórcami Szkółki Pisarskiej przygotowanej dla Festiwalu Fantastyki Pyrkon (2020) w ramach Cyfrowej Biblioteki Fantastycznej. Patronem wydarzenia był portal lubimyczytac.pl
- Część 1: Cel i motywacja do pisania.
- Część 2: Tworzenie postaci i historii.
- Część 3: Kształtowanie stylu i organizowanie pracy pisarskiej.
- Część 4: Charakterystyka rynku wydawniczego oraz jak radzić sobie z hejtem.

Opowiadania:
- O dwóch takich w „Magazynie Literacko-Kryminalnym Pocisk”, nr 1 (1/2016)
- Granie na czekanie w antologii City 3 (wyd. Forma 2016)
- Ta bólu rasa w kwartalniku „OkoLica strachu”, nr 2 (2/2016)[7]
- Teoria z haczykiem w kwartalniku „EleWator”, nr 18 (4/2016)
- Haczyk z teorią w kwartalniku „EleWator”, nr 19 (1/2017)
- Ładnym łatwiej w antologii Mapa Cieni (wyd. Van Der Book 2017)
- Paląca sprawa w „Magazynie Literacko-Kryminalnym Pocisk”, nr 10 (5–6/2017)
- Prośba i błaganie na portalu „Niedobre literki” (wyd. 2017)
- Szósty w magazynie „Fantom”, nr 2 lipiec-sierpień 2017[8]
- Na dwoje babka w „2017. Antologia współczesnych polskich opowiadań” (wyd. Forma 2017)[9]
- Zaćma w „Zwierzozwierz – Charytatywna antologia o zwierzętach” (wyd. Gmork 2017)
- Dwie i pół minuty w „Maszyna – Antologia horroru industrialnego” (wyd. Dom Horroru 2017)
- Gang Higiena w „Fantazmaty. Tom I” – darmowa antologia opowiadań fantastycznych (wyd. Fantazmaty 2018)
- Główszczyzna w „Licho nie śpi” – trzecia część antologii słowiańskiej grozy (wyd. Horror Masakra 2019)
- Wrzód publiczny numer jeden w antologii Iron Tales: Blood Brothers (wyd. X 2021)

Antologie:
- "Groźby"  - zbiór opowiadań w formie ebooka (Artrage 2021)

Kazimierz Kyrcz, Jr & Dariusz Barczewski (2021)
- Afera z deszczem w tle w antologii Tarnowskie Góry kryminalnie (wyd. Almaz 2021)

Kazimierz Kyrcz, Jr & Maciej Szymczak (2021–)
Prawdziwe powołanie w antologii Żertwa (wyd. IX 2021)

### Opowiadania pisane samodzielnie
- Ciśnienie w „Nowa Fantastyka”, nr 306 (3/2008)
- Casting na kata w antologii City 1 (wyd. Forma 2009)
- Amator w antologii 15 blizn (wyd. Replika 2011)
- Witaj, skarbie i Śpij, szaleństwo w antologii City 2 (wyd. Forma 2011)
- Zmazy i zarazy, Zakochani w końcu i Lodowa epopeja Basi w antologii Bizarro dla początkujących (wyd. Niedobre literki 2011)
- Pierwsza wieczerza w „Science Fiction, Fantasy i Horror”, nr 78 (4/2012)
- Podróż donikąd w „Czwarty wymiar”, Wydanie specjalne nr 2 (1/2012)
- Główna przegrana w „Czwarty wymiar”, Wydanie specjalne nr 3 (2/2012)
- W potrzasku w Opowieści niesamowite, nr 4 (3/2012)
- Trudny wybór w antologii Halloween (wyd. Oficynka 2012)
- Randka w ciemni w antologii Najlepsze Horrory A.D. 2012 (wyd. Polonsky 2012)
- Bardziej, niż myślisz w Opowieści niesamowite, nr 5 (1/2013)
- Zakładnicy fikcji w antologii Dziedzictwo Manitou (wyd. Replika 2013)
- Dualizm w antologii Po drugiej stronie (wyd. Agharta 2013)
- Ojciec roku w antologii Bizarro bazar (wyd. Niedobre literki 2013)
- Przelotem przez ten świat w „Czwarty Wymiar”, nr 7/2013
- Szklana góra w „Czwarty Wymiar”, nr 11/2013
- Skorodowany w antologii 17 szram (wyd. Replika 2013)
- Czyściec 3D w „Nowa Fantastyka”, nr 379 (4/2014)
- Niemiłe dobrego początki w „Czwarty Wymiar”, nr 8/2014
- Barbarella w „EleWator”, nr 9 (3/2014)
- Przebudzenie w „Natura i Ty”, nr 11–12/2014
- We dwoje w „Natura i Ty”, nr 3–4/2015
- Czerwona szminka w „Natura i Ty”, nr 5–6/2015
- Klątwa G. w „Nowa Fantastyka”, nr 396 (9/2015)
- Brzemię cierniowej ścieżki w „Czwarty Wymiar”, nr 11/2015
- Błyskawiczna dziewczyna w antologii Bizarro dla zaawansowanych (wyd. Niedobre literki 2015)
- Luksusy pana Kiełbasy w „EleWator”, nr 15 (1/2016)
- Cieplejsze dni w „Natura i Ty”, nr 3–4/2017
- Stąd do wieczności i Żelazne dziewice w antologii Iron Tales (wyd. Gmork 2017)
- Czarcia wdowa w antologii Jakie czasy, taki diabeł (wyd. Okolica strachu 2017)
- Czarne myśli i Czarne czyny w antologii City 4 (wyd. Forma 2018)
- Archiwum G w magazynie „Fantom”, nr 3(7) 2018
- Aflyka w „Gorefikacje III” (wyd. Dom Horroru 2018)
- Jak zabiłem fartownego listonosza i W objęcia zera w „EleWator”, nr 29 (3/2019)
- Dobroczyńca w „EleWator”, nr 35 (1/2021)

### Działalność muzyczna
Kazimierz Kyrcz działał jako basista, kompozytor oraz autor tekstów zespołu rockowego Lusthaus. Grupa grała gotyckiego rocka oraz cold wave, w tym również covery piosenek zespołu The Cure. Udzielał się w formacjach: Klandestein i Siamese Twins. Współredagował fanzin „Trans”. Organizator kilkunastu koncertów z cyklu „Mroczne Strony Rocka”.

## Publikacje
- Dawid Kain, Kazimierz Kyrcz, Jr, Piknik w piekle. Współczesne opowiadania grozy, Kraków 2004,
- Dawid Kain, Kazimierz Kyrcz, Jr, Horrorarium, Kraków 2006,
- Robert Cichowlas, Kazimierz Kyrcz, Jr, Twarze szatana, Lublin 2009,
- Robert Cichowlas, Kazimierz Kyrcz, Jr, Siedlisko, Lublin 2009,
- Robert Cichowlas, Kazimierz Kyrcz, Jr, Koszmar na miarę, Lublin 2010,
- Robert Cichowlas, Kazimierz Kyrcz, Jr, Efemeryda, Gdańsk 2011, wznowienie 2023,
- Dawid Kain, Kazimierz Kyrcz, Jr, Chory, chorszy, trup, Warszawa 2011,
- Kazimierz Kyrcz, Jr, Łukasz Radecki, Lek na lęk, Warszawa 2011,
- Kazimierz Kyrcz, Jr, Podwójna pętla, Żywiec 2013, wznowienie Gdańsk 2022,
- Dawid Kain, Kazimierz Kyrcz, Jr, Wojna świrów, Warszawa 2014,
- Kazimierz Kyrcz, Jr, Femme fatale, Szczecin 2015,
- Kazimierz Kyrcz, Jr, Okruchy mroku, Warszawa 2017,
- Kazimierz Kyrcz, Jr, Dziewczyny, które miał na myśli, Warszawa 2017,
- Kazimierz Kyrcz, Jr, Chłopcy, których kochano za mocno, Warszawa 2020,
- Kazimierz Kyrcz, Jr, Kobiety, które nienawidzą, Warszawa 2020,
- Kazimierz Kyrcz, Jr, Mężczyźni w potrzasku, Warszawa 2020,
- Kazimierz Kyrcz, Jr, Michał J. Walczak Groźby, Warszawa 2021,
- Kazimierz Kyrcz, Jr, Punk Ogito, Szczecin 2021,
- Kazimierz Kyrcz, Jr, Punk Ogito w podróży, Szczecin 2023,
- Kazimierz Kyrcz, Jr, W nowym mroku, Warszawa 2025,
- Kazimierz Kyrcz, Jr, Punk Ogito na grzybach, Szczecin 2025